# Gert Heidler
Gert Heidler (* 30. ledna 1948, Doberschau-Gaußig) je bývalý východoněmecký fotbalista, záložník, reprezentant Východního Německa (NDR).

## Fotbalová kariéra
Ve východoněmecké oberlize hrál za Dynamo Drážďany, nastoupil ve 253 ligových utkáních a dal 49 gólů. V letech 1971, 1973, 1976, 1977 a 1978 získal s Dynamem Drážďany mistrovský titul a v letech 1971, 1977 a 1982 východoněmecký fotbalový pohár. V Poháru mistrů evropských zemí nastoupil v 18 utkáních a dal 4 góly a v Poháru UEFA nastoupil ve 36 utkáních a dal 13 gólů. Za reprezentaci Východního Německa (NDR) nastoupil v letech 1976–1979 ve 12 utkáních a dal 2 góly. V roce 1976 byl členem vítězného týmu za LOH 1976 v Montréalu, nastoupil ve 4 utkáních.

## Ligová bilance
| Ročník           | Zápasy | Góly | Klub            |
| ---------------- | ------ | ---- | --------------- |
| I. liga 1967/68  | 4      | 0    | Dynamo Drážďany |
| II. liga 1968/69 | 14     | 0    | Dynamo Drážďany |
| I. liga 1969/70  | 21     | 4    | Dynamo Drážďany |
| I. liga 1970/71  | 21     | 3    | Dynamo Drážďany |
| I. liga 1971/72  | 20     | 7    | Dynamo Drážďany |
| I. liga 1972/73  | 22     | 4    | Dynamo Drážďany |
| I. liga 1973/74  | 22     | 3    | Dynamo Drážďany |
| I. liga 1974/75  | 19     | 0    | Dynamo Drážďany |
| I. liga 1975/76  | 25     | 6    | Dynamo Drážďany |
| I. liga 1976/77  | 23     | 8    | Dynamo Drážďany |
| I. liga 1977/78  | 16     | 3    | Dynamo Drážďany |
| I. liga 1978/79  | 19     | 4    | Dynamo Drážďany |
| I. liga 1979/80  | 22     | 5    | Dynamo Drážďany |
| I. liga 1980/81  | 18     | 1    | Dynamo Drážďany |
| I. liga 1981/82  | 15     | 1    | Dynamo Drážďany |
| CELKEM I. liga   | 253    | 49   |                 |